# كمان الساق

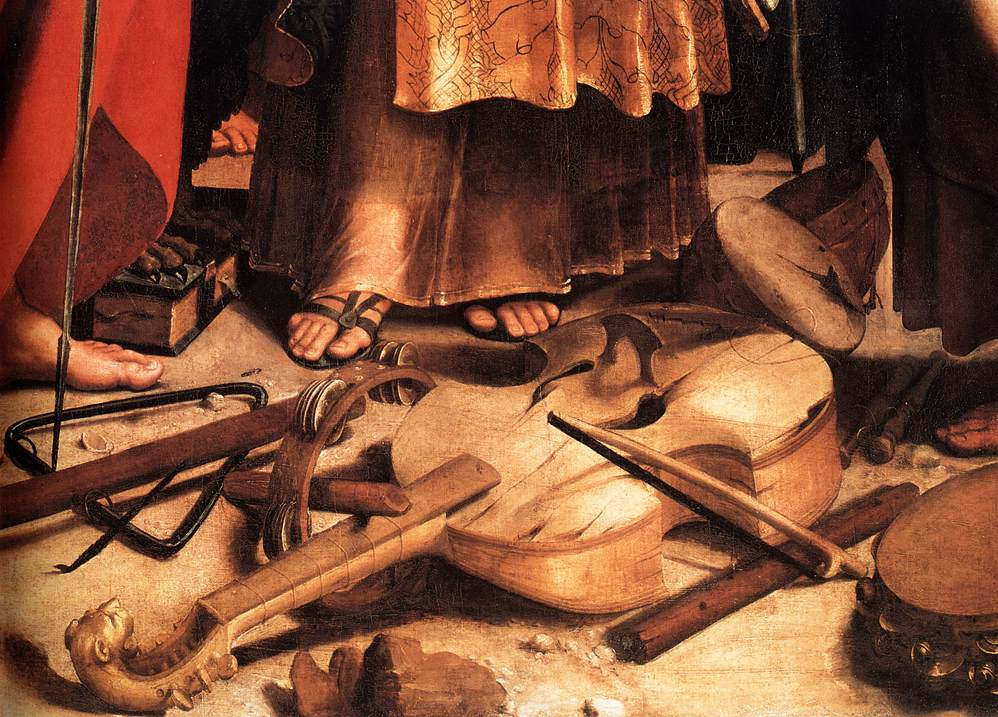
كمان الساق في لوحة القديسة سيسيليا للفنان الإيطالي رافائيل 1510 م

كَمَان السَاق (أو الفيول في الترجمات الحرفية، من الإنجليزية: viol، وهي متأصلة من الإيطالية: viola da gamba، أي كمان الساق، لأنه يُشد عموديًا بين الساقين) آلة موسيقية ذات ستة أوتار. ظهرت نهاية القرن الخامس عشر الميلادي في إيطاليا وإسبانيا، وهي تتأصل من الرباب العربي الذي عرفه الأوروبيون في الأندلس.

## معرض صور

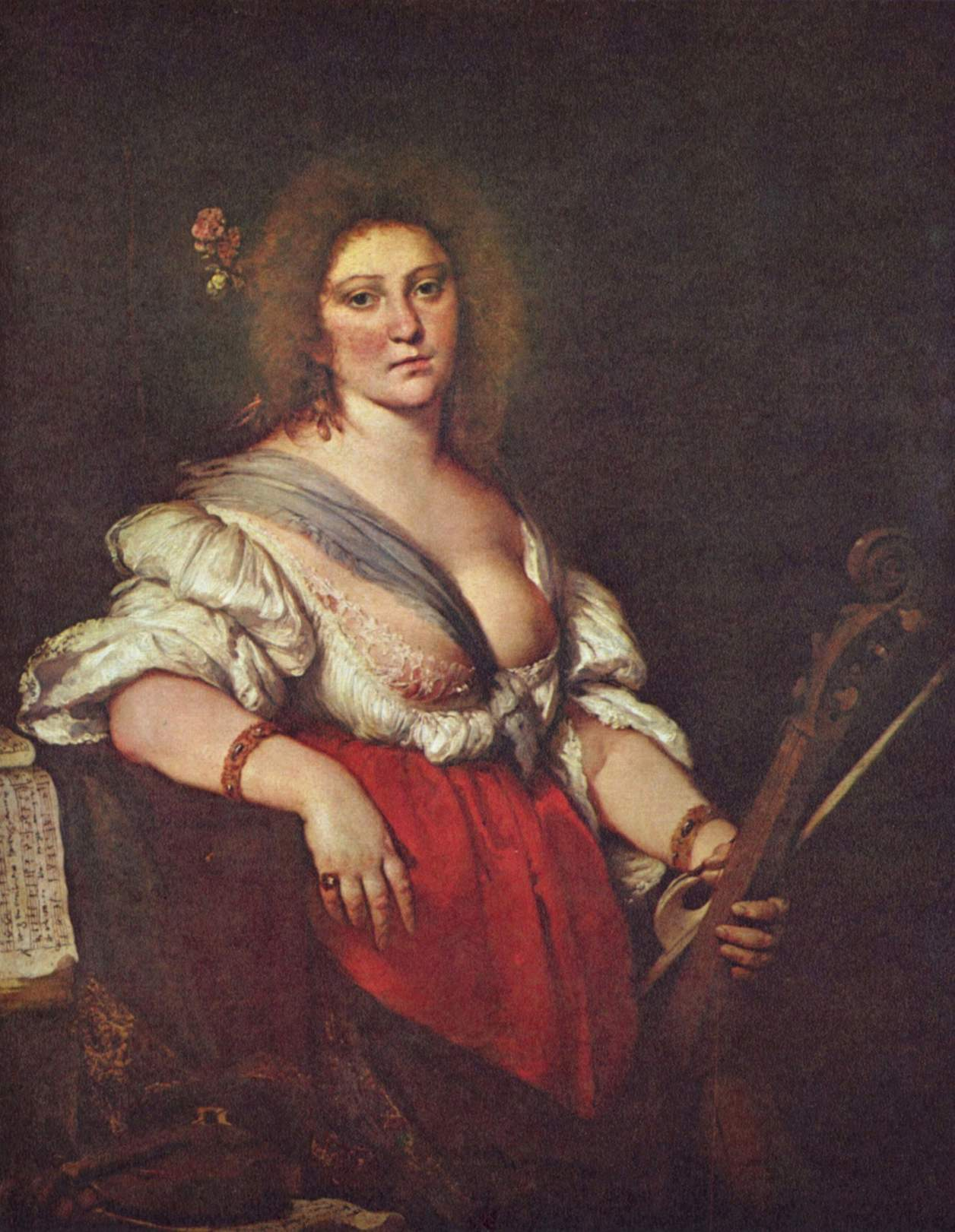
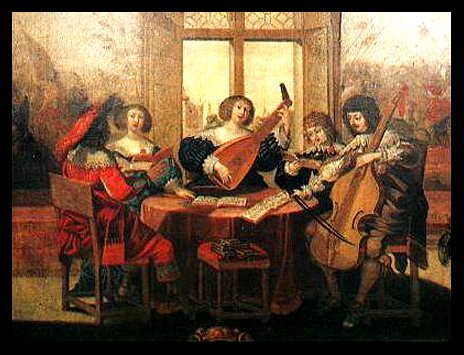
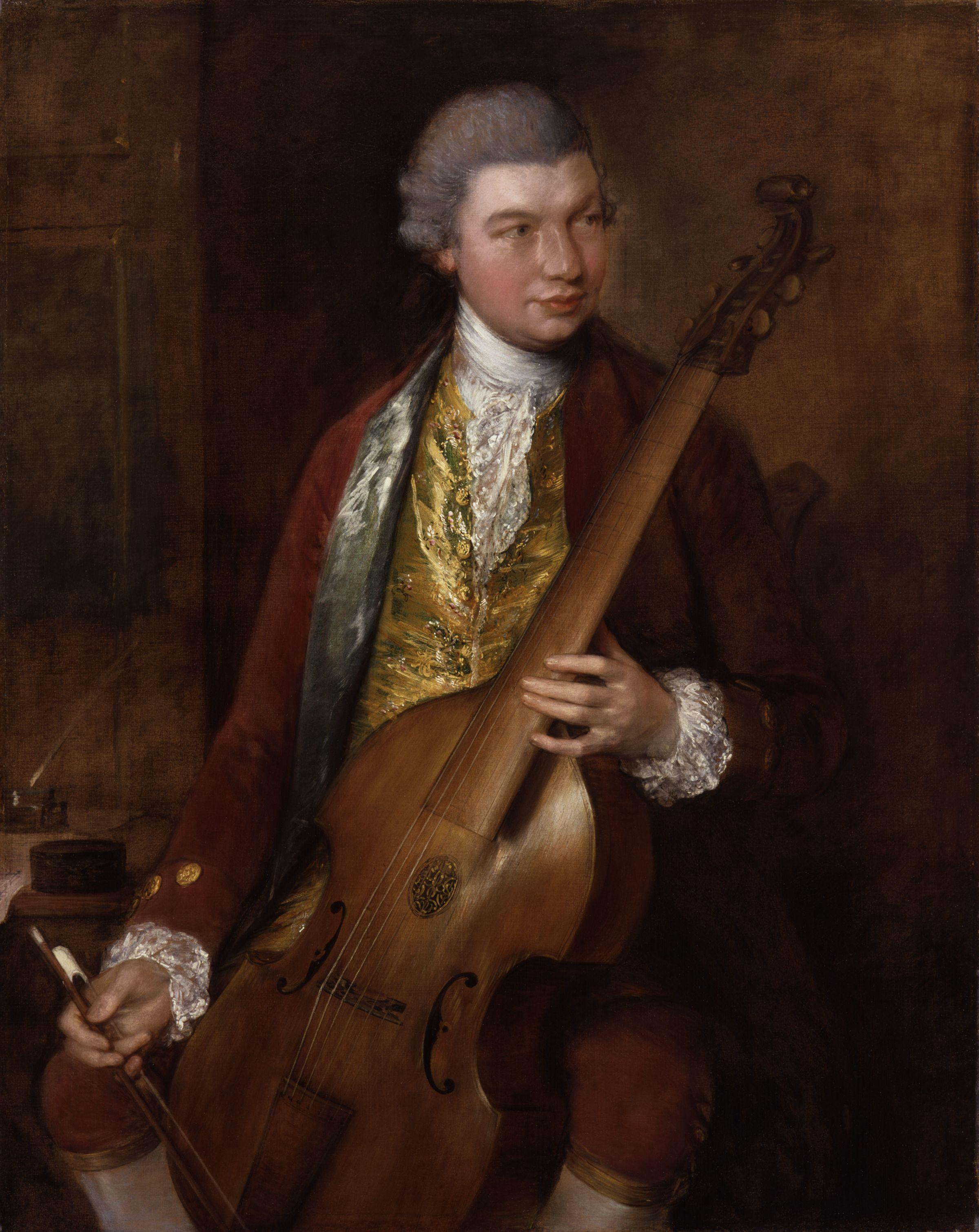
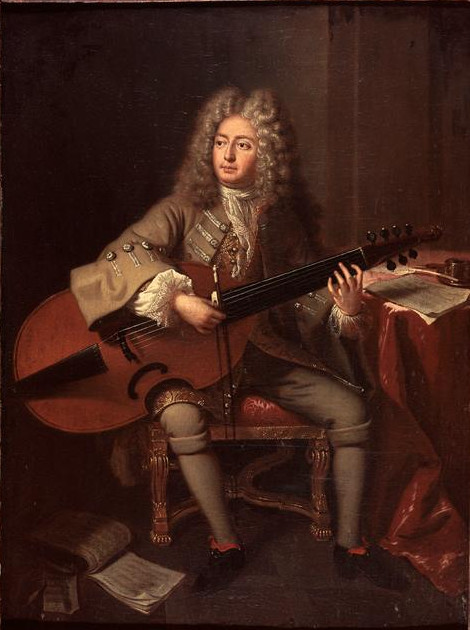